# Limba hawaiiană
Limba hawaiiană (hawaiiană: ʻōlelo Hawaiʻi) este o limbă polineziană, numită după insula Hawaii, cea mai mare insulă din arhipelagul în care s-a dezvoltat. Limba hawaiiană este limbă oficială a statului Hawaii, alături de engleză. Regele Kamehameha al III-lea a adoptat prima constituție în limba hawaiiană în 1839 și 1840.
Din diverse motive, numărul de vorbitori nativi de hawaiiană a scăzut treptat în timpul perioadei de la 1830 la 1950. Hawaiana a fost înlocuită, în esență, de limba engleză, pe șase din cele șapte insule locuite. Începând din 2000, vorbitorii nativi de hawaiiană sunt sub 0,1% din populația statului. 
Cu toate acestea, de la aproximativ 1949 până în prezent, a existat o creștere treptată în atenția, și promovarea, limbii. Hawaiiana este azi limbă de predare la așa-numitele școli „Pūnana Leo”.